# Piotr Kulik

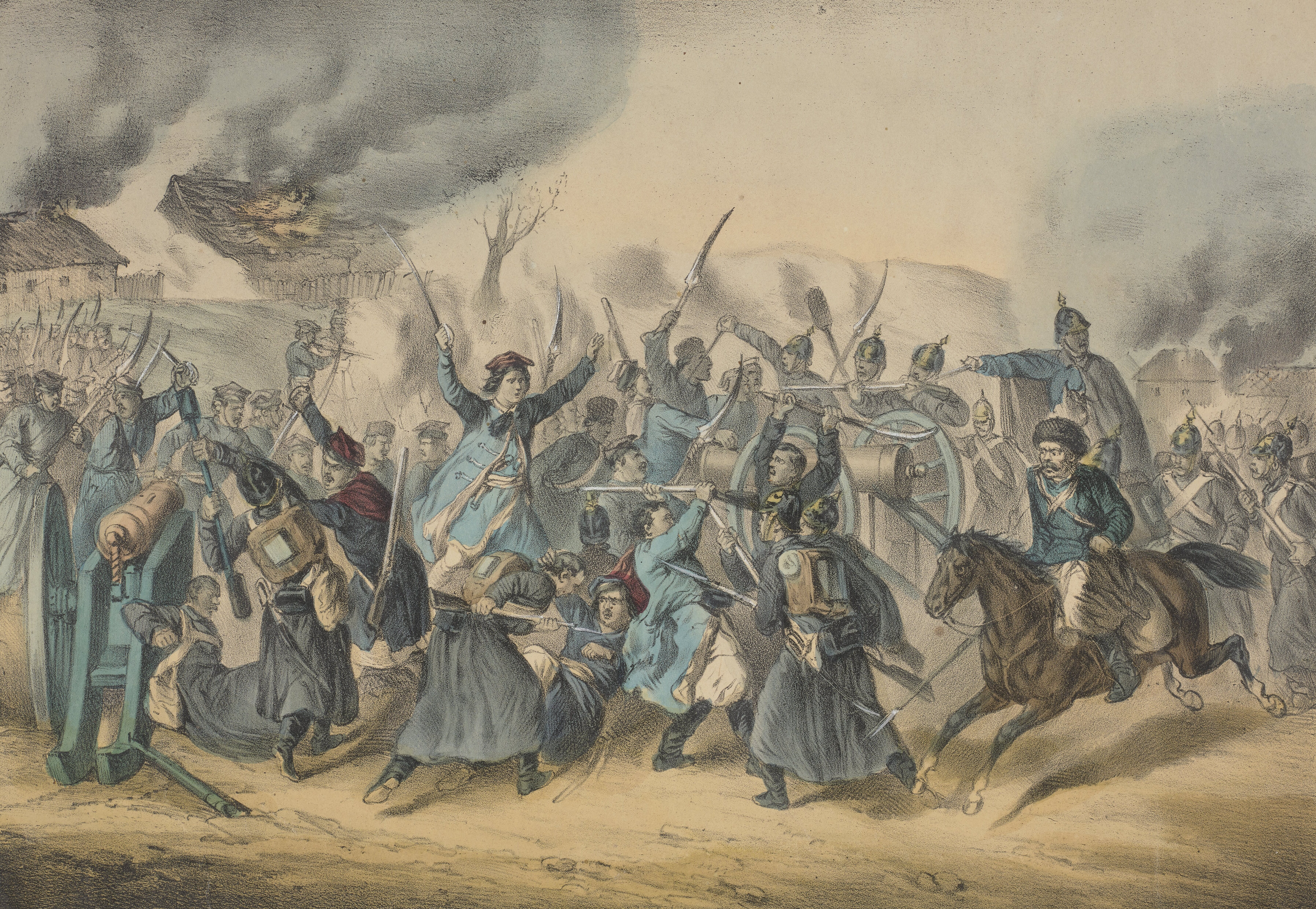
Bitwa pod Węgrowem

Piotr Kulik (ur. 1846 w Żdżarze na Mazowszu, zm. 1 stycznia 1933 w Suchej koło Grębkowa) – polski nauczyciel, podporucznik, uczestnik m.in. Bitwy pod Węgrowem, odznaczony Krzyżem Niepodległości z Mieczami. Założyciel szkoły w Bojmiu.